# بيكارا
بيكارا بلدية في ولاية بارا في المنطقة الشمالية من البرازيل.